# A New Day Has Come
Albums de Céline Dion
The Collector's Series, Volume One
(2000) One Heart
(2003)
Singles
1. A New Day Has Come
Sortie : 11 mars 2002
2. I'm Alive
Sortie : 12 août 2002
3. Goodbye's (The Saddest Word)
Sortie : 18 novembre 2002

A New Day Has Come est le vingt-troisième album de Céline Dion, sorti en 2002.

## Histoire sur l'album
Cet album marque le retour discographique de Céline Dion après une pause de deux ans, au cours de laquelle elle a donné naissance à un enfant. C'est son premier album studio en anglais depuis All The Way... A Decade of Song. Sur cet album, elle collabore avec différents producteurs, dont Robert John « Mutt » Lange, qui lui écrit le single Goodbye (The Saddest Word), sur lequel Shania Twain fait les chœurs. Il contient diverses reprises : At Last, Nature Boy, The Greatest Reward (une adaptation de L'Envie d'aimer de Daniel Lévi), Ten Days (adaptation de Tomber de Gérald De Palmas) et aussi Aûn Existe Amor (la version espagnole de L'amour existe encore).
La chanson Coulda Woulda Shoulda fut enregistrée mais retirée pour être incluse sur l'album suivant, One Heart. La chanson Have You Ever Been in Love présente dans l'album sera rééditée dans l'album suivant One Heart ainsi que Sorry for Love  en version ballade intitulée Sorry for Love (2003 Version).
La chanson I'm Alive est la bande originale du film américain Stuart Little 2. Cette chanson est également utilisée et dansée par Lambert Wilson dans le film Sur la piste du Marsupilami (2012) d'Alain Chabat.

## Ventes de l'album
A New Day Has Come connait le succès (no 1 dans 25 pays, dont 17 dès la première semaine), mais celui-ci sera toutefois inférieur à celui des albums précédents, avec 12 millions d'exemplaires dans le monde.
Aux États-Unis, l'album débute en 1re position avec près de 560 000 exemplaires et y reste pendant 4 semaines. Il est certifié triple disque de platine.
Au Canada, la première semaine affiche 140 000 ventes. Il reste 7 semaines no 1 et est certifié 6 fois disque de platine.
En France, l'album est triple disque de platine. Au Royaume-Uni, où l'album reste no 1 pendant 4 semaines, il obtient un disque de platine. En Australie, il obtient un double disque de platine. Au Japon, il débute en 15e position et est disque d'or avec 100 000 exemplaires vendus.

## Liste des titres
| 1.  | I'm Alive                          | Kristian Lundin, Andreas Carlsson                                                 | 3:30 |
| 2.  | Right in Front of You              | Steve Morales, Sheppard Solomon, Kara DioGuardi, David Siegel                     | 4:13 |
| 3.  | Have You Ever Been in Love         | Anders Bagge, Peer Åström, Tom Nichols, Daryl Hall, Laila Bagge                   | 4:08 |
| 4.  | Rain, Tax (It's Inevitable)        | Terry Britten, Charlie Dore                                                       | 3:25 |
| 5.  | A New Day Has Come (Radio Remix)   | Aldo Nova, Stephan Moccio                                                         | 4:23 |
| 6.  | Ten Days                           | Aldo Nova, Maxime Le Forestier, Gérald De Palmas                                  | 3:37 |
| 7.  | Goodbye's (The Saddest Word)       | Robert Lange                                                                      | 5:19 |
| 8.  | Prayer                             | Corey Hart                                                                        | 5:34 |
| 9.  | I Surrender                        | Louis Biancaniello, Sam Watters                                                   | 4:47 |
| 10. | At Last                            | Mack Gordon, Harry Warren                                                         | 4:16 |
| 11. | Super Love                         | Guy Roche, Shelly Peiken                                                          | 4:16 |
| 12. | Sorry for Love                     | Kara DioGuardi, Anders Bagge, Peer Åström, Arnthor Birgisson                      | 4:10 |
| 13. | Aùn Existe Amor                    | Richard Cocciante, Ignacio Ballesteros-Diaz                                       | 3:52 |
| 14. | The Greatest Reward                | Pascal Obispo, Andreas Carlsson, Jörgen Elofsson, Lionel Florence, Patrice Guirao | 3:28 |
| 15. | When the Wrong One Loves You Right | Martin Briley, Francis Galluccio, Marjorie Maye                                   | 3:48 |
| 16. | A New Day Has Come (Album Version) | Aldo Nova, Stephan Moccio                                                         | 5:43 |
| 17. | Nature Boy                         | Eden Ahbez                                                                        | 3:45 |
| 18. | J'attendais (Bonus track Brazil)   | Jean-Jacques Goldman                                                              | 4:24 |

Le titre Super Love est inclus sur les éditions européenne, australienne, asiatique et japonaise.
| 1. | A New Day Has Come (Vidéoclip)                     |  |
| 2. | I'm Alive (Vidéoclip)                              |  |
| 3. | Have You Ever Been in Love (Vidéoclip)             |  |
| 4. | Goodbye (The Saddest Word) (Vidéoclip)             |  |
| 5. | Maquette de l'album (Bonus)                        |  |
| 6. | Maquette du vidéoclip A New Day Has Come (Bonus)   |  |
| 7. | Have You Ever Been in Love (Bonus, version studio) |  |
| 8. | Galerie de photos (Bonus)                          |  |

## Singles
Le premier single sorti est la chanson-titre, A New Day Has Come. Ce titre atteint la 22e position du Hot 100. Le deuxième est I'm Alive qui rencontre le succès à travers le monde ; le dernier est Goodbye (The Saddest Word).

## Classements
| Pays                     | Meilleure position | Certification | Vente     |
| ------------------------ | ------------------ | ------------- | --------- |
| Allemagne                | 2                  | Platine       | 450 000   |
| Argentine                | 1                  | Platine       | 40 000    |
| Australie                | 1                  | 2x Platine    | 160 000   |
| Autriche                 | 1                  | Platine       | 40 000    |
| Belgique Région flamande | 2                  | 2x Platine    | 100 000   |
| Belgique Wallonie        | 1                  | 2x Platine    | 100 000   |
| Brésil                   | -                  | Or            | 50 000    |
| Canada                   | 1                  | 6x Platine    | 600 000   |
| République tchèque       | 12                 |               |           |
| Danemark                 | 1                  | 2x Platine    | 100 000   |
| Estonie                  | 1                  |               |           |
| États-Unis               | 1                  | 3x Platine    | 3 400 000 |
| Finlande                 | 1                  | Or            | 35 000    |
| France                   | 1                  | 3x Platine    | 935 000   |
| Grèce                    | 1                  | Platine       | 55 000    |
| Hong Kong                |                    | Or            | 10 000    |
| Hongrie                  | 2                  | Or            | 10 000    |
| Irlande                  | 1                  |               |           |
| Italie                   | 1                  | 2x Platine    | 270 000   |
| Japon                    | 15                 | Or            | 100 000   |
| Mexique                  | 1                  |               |           |
| Nouvelle-Zélande         | 1                  | 2x Platine    | 30 000    |
| Norvège                  | 1                  | Platine       | 50 000    |
| Pays-Bas                 | 1 (6 semaines)     | Platine       | 215 000   |
| Pologne                  | 2                  | Or            | 60 000    |
| Portugal                 | 3                  | 3x Platine    | 120 000   |
| Royaume-Uni              | 1                  | Platine       | 500 000   |
| Afrique du Sud           | 1                  |               |           |
| Corée du Sud             | 1                  |               | 80 000    |
| Espagne                  | 1                  | Platine       | 100 000   |
| Suède                    | 1                  | Platine       | 60 000    |
| Suisse                   | 1                  | 3x Platine    | 120 000   |
| Taïwan                   | 1                  | 4x Platine    | 120 000   |